# Эрнст (герцог Баварии)
Эрнст (нем. Ernst; 1373 — 2 июля 1438, Мюнхен) — герцог Баварии-Мюнхен из рода Виттельсбахов.

## Биография
Эрнст был старшим сыном баварского герцога Иоганна II и Екатерины Горицкой, дочери графа Горицкого Мейнхарда VI. По линии отца он был правнуком императора Священной Римской империи Людвига IV.
После смерти отца в 1397 году Эрнст стал герцогом Баварии-Мюнхен совместно с младшим братом Вильгельмом III и дядей Стефаном III Баварско-Ингольштадским.
В 1420-х годах пресеклась штраубингская линия герцогов Баварии, и по Прессбургскому арбитражу императора Сигизмунда в 1429 году их владения были разделены между Баварией-Ландсхут, Баварией-Мюнхен и Баварией-Ингольштадт.
Был категорическим противником связи своего сына Альбрехта III с Агнес Бернауэр, однако сын пошёл против воли отца, и тогда Эрнст приказал утопить девушку в Дунае, объявив последнюю колдуньей, приворожившей злыми чарами его наследника.

## Брак и дети
24 февраля 1396 года в Пфаффенхофен-на-Ильме Эрнст женился на Элизабетте Висконти (1374—1432), дочери Бернабо Висконти и Беатриче Реджина делла Скалла. В браке родились:
- Альбрехт III (герцог Баварии) (1401—1460), герцог Баварии-Мюнхен в 1438—1460 гг.;
- Беатрикс (1403—1447)

1. ∞ 1424 граф Германн III фон Цилли (1380—1426),
2. ∞ 1426 пфальцграф Иоганн Пфальц-Ноймаркт (1383—1443);

- Елизавета (1406—1468)

1. ∞ 1430 граф Адольф Юлих-Бергский († 1437),
2. ∞ 1440 граф Гессо фон Ляйнинген († 1467);

- Амалия (1408—1432), монахиня в Мюнхене.